# 卡斯特罗卡尔翁
卡斯特罗卡尔翁，是西班牙卡斯蒂利亚-莱昂莱昂省的一个市镇。 总面积88平方公里，总人口1363人（001年），人口密度15人/平方公里。